# Голубая книга
«Голубая книга» — сборник бытовых новелл и исторических анекдотов, написанный Михаилом Зощенко. Цикл сатирических рассказов, представляющих собой «краткую историю человеческих отношений», был впервые опубликован на страницах литературного журнала «Красная новь» в 1934—1935 годах.
Отдельным изданием «Голубая книга» вышла в 1935 году («Советский писатель»).
Произведение входит в своеобразную трилогию вместе с «Возвращённой молодостью» и повестью «Перед восходом солнца».

## Содержание
Книга состоит из пяти самостоятельных разделов, каждый из которых предваряется авторскими размышлениями о природе того или иного явления в биографии человечества; бытовым новеллам предшествует экскурс в историю. Объясняя название книги, писатель отмечает, что «все прочие цвета были своевременно разобраны»; голубой же для него является цветом надежды и молодости.
Раздел «Деньги» включает рассказы о том, как финансы влияют на судьбы людей. От цитат из «Русской правды», повествующих о штрафах и ценах, автор переходит к эпизодам из биографий Марка Антония и Бенвенуто Челлини. Далее следуют юмористические сюжеты, герои которых — хитрая няня, ушлый спекулянт, сварливая домохозяйка — изобретают собственные способы пополнения кошелька.
Раздел «Любовь» представляет собой выписки старинных изречений, перемежаемые фактами из жизни Дон Карлоса, персидского царя Камбиса, императрицы Екатерины II. В бытовых новеллах речь идёт о новом варианте сюжета картины «Неравный брак»; страданиях Володьки Завитушкина, который на свадьбе не смог узнать собственную невесту; приключениях дамы, влюбившейся в актёра театра драмы и комедии.
Раздел «Коварство» открывается рассуждениями о том, что звери, в отличие от людей, напрочь лишены злокозненности. Исторические страницы уводят во времена Тарквиния Гордого, Нерона, императрицы Елизаветы Петровны. Серия курьёзов о коварстве в XX веке открывается рассказом о краже в кооперативе, а завершается эпизодом в советской гостинице, куда бдительный портье не хотел заселять путешественника.
Раздел «Неудачи» — это хроника несчастий, преследующих самых разных персонажей: мифического царя Кодра, императора Тиберия, поэта Тредиаковского. Список неудачников продолжается в сатирических новеллах, повествующих о группе конторщиков, решивших покататься по Волге; технике, всю одежду которого украли в бане; пассажире трамвая, потерявшем галошу.
Раздел «Удивительные события» знакомит читателей с необычными поступками, которым, по мнению автора, следует рукоплескать. В нём рассказывается о Микеланджело, который потерял зрение после работ над ватиканскими фресками, и Бетховене, отказавшемся от любви своей поклонницы ради написания Шестой симфонии.

## История создания и публикации
В комментариях к одной из своих предыдущих повестей — «Возвращённой молодости» — Зощенко упоминал, что ему порекомендовали «написать сатирическую книгу по истории культуры». Имени того, кому принадлежала эта идея, писатель сразу не назвал, однако указал его в посвящении к «Голубой книге», адресованном Максиму Горькому:
Два года назад в своём письме вы посоветовали мне написать смешную и сатирическую книгу — историю человеческой жизни.
Далее Зощенко признавался, что поначалу предложение Горького не вызвало в нём энтузиазма; первые намётки «Голубой книги» появились, когда он приступил к систематизации ранее вышедших рассказов для отдельного сборника. Обычная практика, предполагающая расположение произведений в хронологическом порядке, показалась автору тривиальной. Поиски новых форм привели к той «философской идее», которая должна была объединить бытовые новеллы и исторические сюжеты под одной обложкой.
Судьба публикации, по свидетельству библиографа Арлена Блюма, оказалась непростой. После выхода в свет 8-го номера журнала «Красная новь», в котором была напечатана одна из частей книги, начальник Главного управления по делам литературы указал в письме, направленном Андрею Жданову, что
произведение Зощенко представляет собой «крайне бессодержательную болтовню развязного мещанина». После перечисления недостатков руководитель Главлита сообщил, что очередная часть «Голубой книги» уже изъята из набора; разрешение к продолжению будет дано лишь «после коренной переработки».
Цензурной правке подверглось и отдельное издание книги: исследователи насчитали 58 разночтений между свёрстанным и итоговым вариантами. Удалению подлежали не только отдельные фразы, но и большие — объёмом до двух-трёх страниц — куски текста.

## Первые отзывы
Максим Горький, тепло отозвавшись о «Голубой книге» и отдав должное «своеобразному таланту» её автора, предупредил Зощенко, что читатели и критики могут не понять эту работу непосредственно после выхода:
Оригинальность книги, вероятно, не сразу будет оценена так высоко, как она того заслуживает.
Горький оказался прав: в середине 1930-х годов книга получила много отрицательных откликов. Особые нарекания вызвали исторические хроники; по мнению критиков, они представляли собой «копилку исторических анекдотов на потребу обывательской пошлости». При жизни автора «Голубая книга» больше не выходила. Следующее издание увидело свет в 1968 году.

## Художественные особенности
По мнению писателя Сергея Антонова, интонация и стилистические особенности «Голубой книги» позволяют говорить о сказовой манере произведения, а Зощенко благодаря своему искусству использовать «ряженое слово» является «наследником искусства скоморохов»:
Для новеллы Зощенко характерно столкновение слова высокого и низкого, старого и нового, неожиданное включение в текст чужеродных, нелепых слов и изречений.
В то же время книга наполнена скрытыми цитатами и подспудными аллюзиями — так, в ней четыре раза воспроизводятся строчки из стихотворений запрещённого в ту пору Николая Гумилёва; имя поэта при этом не упоминается.
Композиционно она построена как постепенный переход от одного раздела к другому; в последнем — «Удивительных событиях» — автор выходит на глобальные обобщения: в нём изложена программа борьбы с такими пороками, как «свинство», «арапство», чванство, глупость. Сам автор во время литературного диспута, посвящённого выходу «Голубой книги», объяснял, что им был взят для обработки крайне сложный материал — соединение истории и беллетристики; столь же серьёзно Зощенко подходил и к поиску жанра.
Ни один из бытовых рассказов не включён в книгу случайно. Точно так же не является произвольным и выбор исторических фактов и персонажей; каждый из них — часть «общей темы», направленной на раскрытие той «философской идеи», о которой Зощенко упоминал в письме-предисловии к Горькому.